# Leo Mattioli
Leonardo Guillermo Mattioli, mais conhecido como Leo Mattioli (Santa Fé, 13 de agosto de 1972 - Necochea, 7 de agosto de 2011), foi um cantor argentino de cumbia. Aos 20 anos começou sua carreira como cantor no Grupo Trinidad. Em novembro de 1999, decidiu iniciar seguir carreira solo lançando o álbum Un homenaje al cielo.